# 잭 브릭스
잭 브릭스(Jack Briggs, 1920년 8월 1일 ~ 1998년 8월 22일)는 미국의 영화배우이다.
스키넥터디에서 태어났다.

## 영화
- 론 레인저 - 49년 시리즈 (1949년)
- 포 잭스 앤 어 질 (1942년)
- 톰 딕 앤 해리 (1941년) - 보이 인 드림 역